# Colisão de trens na Estação Mountain View
A Colisão de trens na Estação Mountain View refere-se ao desastre em 8 de janeiro de 2019, quando dois trens de passageiros colidiram na estação de Mountain View, em Pretória, na África do Sul. Quatro pessoas foram mortas e mais de 600 ficaram feridas.

## Acidente
O acidente ocorreu por volta das 9h30min do dia 8 de janeiro de 2019, quando dois trens de passageiros estiveram envolvidos em uma colisão na estação de Mountain View, em Pretória, na África do Sul. Não está claro se o acidente foi uma colisão frontal ou uma colisão traseira. Havia mais de 800 passageiros nos dois trens - quatro pessoas morreram e mais de 620 ficaram feridas. Quase todos os feridos sofreram ferimentos leves, com alguns com ferimentos moderados. Duas vítimas gravemente feridas foram levadas para o hospital. Muitas pessoas ficaram presas nos destroços, e teme-se que o número de vítimas aumentaria à medida que as operações de recuperação acontecessem.

## Investigação
Uma investigação foi aberta para analisar os acontecimentos. O vandalismo e o roubo de cabos foram sugeridos como causas do acidente.